# Kitagō (Higashiusuki, Miyazaki)
Pour les articles homonymes, voir Kitagō.
Kitagō (北郷村, Kitagō-son) était un village du district de Higashiusuki (préfecture de Miyazaki), sur l'île de Kyūshū, au Japon.

## Géographie

### Démographie
Le 1er juin 2005, Kitagō comptait 1 921 habitants, répartis sur une superficie de 120,17 km2 (densité de population de 16 hab./km2).

## Histoire
Le 1er janvier 2006, Kitagō  fusionne avec les municipalités voisines de Saigō et Nangō pour former la ville de Misato.